# Mauser 86 SR
El Mauser 86 SR es un fusil de cerrojo, creado expresamente para las competiciones. 

## Descripción
Su cajón de mecanismos tiene un riel deslizante en el que se puede montar una mira telescópica o el alza dióptrica de tiro. El fusil lleva en la boca del cañón un poderoso apagallamas, dotado de deflectores laterales y verticales que sirven para amortiguar el retroceso y contrarrestar la elevación del arma. La culata del fusil tiene una carrillera, con altura regulable. En la parte posterior, la cantonera de goma antideslizante también es regulable, de forma que se pueda adaptar al hombro del tirador.
- Datos: Q4043818